# Martin Kirschner (Theologe)
Martin Kirschner (* 6. April 1974 in Bad Kreuznach) ist ein deutscher römisch-katholischer Theologe.

## Leben
Martin Kirschner besuchte von 1980 bis 1993 Schulen in Bilbao, Bad Kreuznach und Hargesheim. Nach dem Abitur 1993 leistete er von 1993 bis 1994 den Zivildienst in einer Einrichtung der Diakonie-Anstalten Bad Kreuznach zur sozialen Rehabilitation Wohnungsloser. Von 1994 bis 2001 studierte er katholische Theologie (Dipl.) und der Politikwissenschaft (M.A.) in Trier und Tübingen. Er erwarb die Abschlüsse Diplom in katholischer Theologie (2000) und Magister Artium in Politikwissenschaft (2001).
Von 2001 bis 2005 war er wissenschaftlicher Mitarbeiter von Peter Hünermann, u. a. Mitarbeit am Theologischen Kommentar zum Zweiten Vatikanischen Konzil. Von 2001 bis 2006 unterrichtete er als Dozent am Leibniz Kolleg und an der VHS Tübingen. Nach der Promotion 2005 in katholischer Theologie an der Universität Tübingen wurde er 2006 mit dem Dr.-Leopold-Lucas-Nachwuchswissenschaftler-Preis (Tübingen) und mit dem Erfurter Promotionspreis „Religion und Ethik“ (Erfurt) ausgezeichnet. Von 2006 bis 2012 war er Assistent am Lehrstuhl für Dogmatik (Thomas Freyer) an der Universität Tübingen. Er baute 2008 einen Theologischen Begleitkurs zum Würzburger Fernkurs in der Diözese Rottenburg-Stuttgart auf.
Seit der Weihe 2009 zum Ständigen Diakon ist er Diakon im Zivilberuf in der Gemeinde Sankt Paulus, Tübingen.
Seit Juni 2016 ist er Inhaber der Heisenberg-Professur für Theologie in Transformationsprozessen der Gegenwart an der Universität Eichstätt. 2020 wurde er zum Direktor des „Zentrums Religion, Kirche, Gesellschaft im Wandel“ (ZRKG) der Universität Eichstätt gewählt.
Seine Forschungs- und Interessenschwerpunkte sind Theologie der Namen Gottes und Performativität der Gottesrede, Fragen theologischer Rationalität und Kommunikation, Sozialgestalt der Kirche in der Spätmoderne, politische und öffentliche Theologie, Grenzfragen zwischen Politik und Theologie und Anselm von Canterbury.
Zusammen mit Ulrike Guérot, Stefan Homburg und anderen Professoren verfasste und veröffentlichte er im Januar 2022 eine Stellungnahme gegen eine gesetzliche Impfpflicht gegen SARS-CoV2.